# 短小五角蟹
短小五角蟹（学名：Nursia abbreviata）为玉蟹科五角蟹属的动物。分布于澳大利亚、印度以及中国大陆的海南岛等地，常生活于海水。